# Postira
Postira falu és község Horvátországban, Split-Dalmácia megyében. Közigazgatásilag Postirán kívül Dol település tartozik még hozzá.

## Fekvése
Splittől légvonalban 21 km-re délkeletre, a supetari kompkikötőtől  légvonalban 6, közúton 10 km-re keletre, a Brač-sziget északi részén fekszik.

## Története
Nevét általában a latin „pastura” (legelő) főnévnől származtatják. Területén már az ókorban és kora középkorban is éltek emberek, ezt igazolja a településtől néhány kilométerre keletre fekvő Lovrečina nevű festői öböl felett található 5.-6. századi ókeresztény templom és az öbölben található római villagazdaság maradványa. A Postirából délre fekvő Mirjén a Mali brig nevű magaslaton ókeresztény kolostorépület maradványait találták.
Postira a 16. században keletkezett. Első lakói ide települt doljaniak és poljicaiak voltak. Plébániatemplomát az ókeresztény bazilika alapfalain a 16. század közepén 1550-ben építették. A doli plébániához tartozott, melyről 1581-ben vált le. A településnek 1614-ben 130, 1637-ben mintegy 190, 1645-ben 320 lakosa volt. A 17. századra a lakosság száma visszaesett, mivel 1697-ben csak 200 főt számláltak a településen. 1705-ben 250, 1738-ban 300, 1763-ban 400 lakosa volt. Tehetős polgárairól tanúskodnak a kikötő közelében található reneszánsz és barokk kőpaloták, melyek közül kiemelkedett a Lazanić család reneszánsz kastélya, ahol a neves horvát költő Vladimir Nazor született.
A velencei uralomnak 1797-ben vége szakadt és osztrák csapatok vonultak be Dalmáciába. 1806-ban a sziget az osztrákokat legyőző franciák uralma alá került, de Napóleon lipcsei veresége után újra az osztrákoké lett. A lakosság hagyományos megélhetését a mezőgazdaság, a szőlő és olajbogyó termesztése biztosította. 1918-ban az új szerb–horvát–szlovén állam, majd később Jugoszlávia része lett. A háború után a szocialista Jugoszláviához tartozott. A település 1991 óta a független Horvátország része. 2011-ben a településnek 1429, a községnek összesen 1559 lakosa volt. Lakói főként turizmussal, mezőgazdasággal és halászattal foglalkoztak.

## Népesség

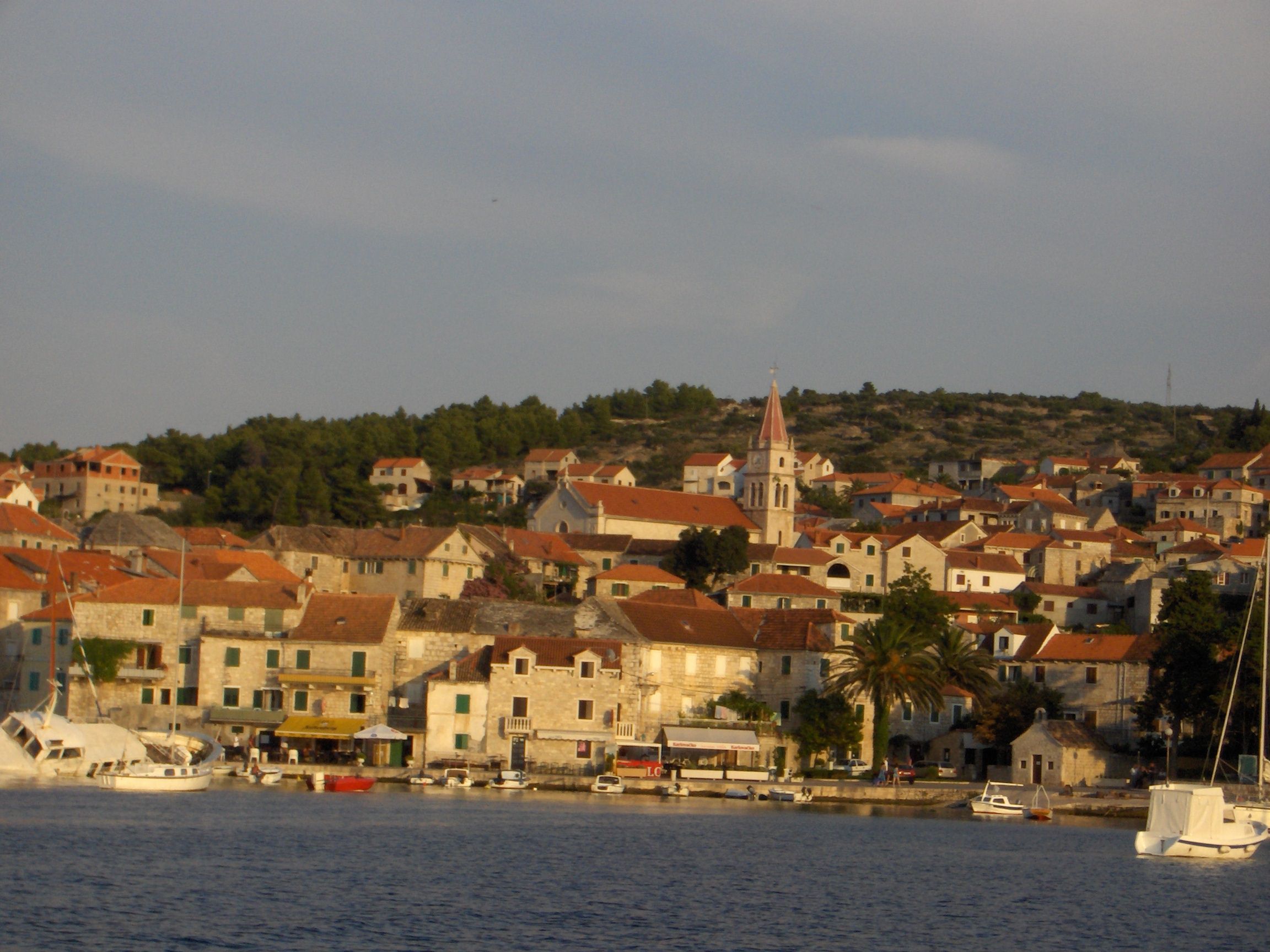
Postira látképe a Szent János templommal

| Lakosság változása | Lakosság változása | Lakosság változása | Lakosság változása | Lakosság változása | Lakosság változása | Lakosság változása | Lakosság változása | Lakosság változása | Lakosság változása | Lakosság változása | Lakosság változása | Lakosság változása | Lakosság változása | Lakosság változása | Lakosság változása |
| ------------------ | ------------------ | ------------------ | ------------------ | ------------------ | ------------------ | ------------------ | ------------------ | ------------------ | ------------------ | ------------------ | ------------------ | ------------------ | ------------------ | ------------------ | ------------------ |
| 1857               | 1869               | 1880               | 1890               | 1900               | 1910               | 1921               | 1931               | 1948               | 1953               | 1961               | 1971               | 1981               | 1991               | 2001               | 2011               |
| 1.127              | 1.194              | 1.308              | 1.472              | 1.526              | 1.402              | 1.710              | 1.220              | 1.152              | 1.170              | 1.330              | 1.302              | 1.238              | 1.287              | 1.375              | 1.429              |

## Nevezetességei

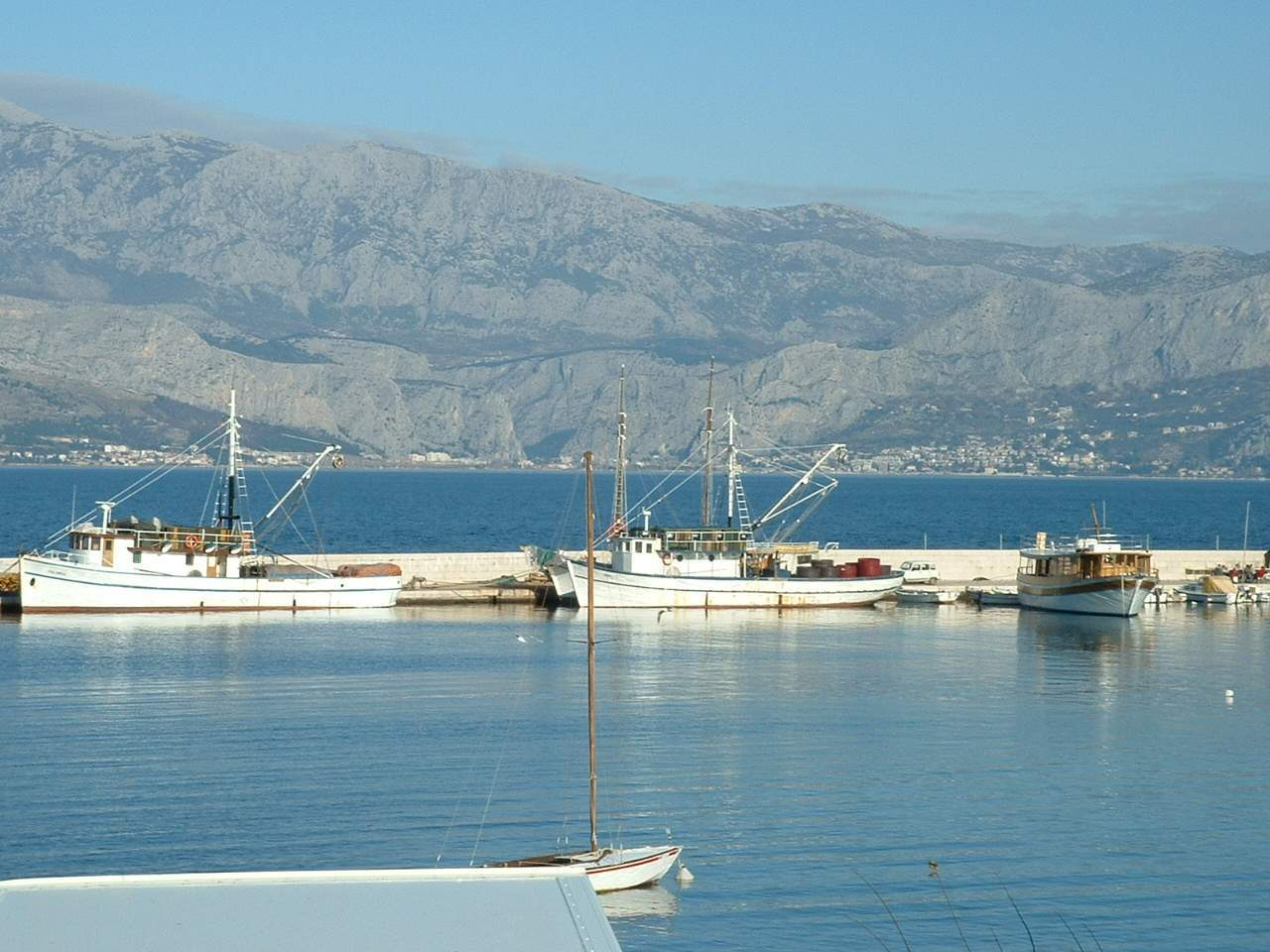
Postira, halászkikötő

- Keresztelő János tiszteletére szentelt plébániatemploma[4] 1550-ben épült. Mára ebből az eredeti templomból csak az apszis maradt, mivel időközben többször átépítették. Érdekesség, hogy az apszison ma is láthatók az egykori védelmet szolgáló puskalőrések. A templom neoromán stílusú homlokzatát 1863-ban kapta. A mennyezetén levő nagyméretű medalionban Jézus megkeresztelése a Jordánban van megfestve. A templomnak még három márvány mellékoltára van: A Kármelhegyi Boldogasszony-oltár a barokk fogadalmi szoborral, a Szent Anna-oltár a szent szobrával és oltárképével, valamint a Szent József-oltár a szentet karján a gyermek Jézussal ábrázoló oltárképével. A falakon a keresztút 18. századi barokk stációi láthatók, amelyek a velencei iskola alkotásai. Az 1988-ban végzett feltárások során kerültek napvilágra a templom alatt fekvő 5.-6. századi ókeresztény háromhajós bazilika maradványai. A romok körül kiemelkedik a keresztelőkápolna a keresztelőmedencével és az északi oldalon talált freskótöredékekkel.
- A település további szakrális emlékei közül említésre méltó az 1614-ben épített Szentlélek-temetőkápolna, a Páduai Szent Antal-templom,[5] benne egy értékes 18. századi velencei festménnyel, az 1908-ban a régi templom alapjain épített Szent Miklós-templom 1929-ben festett triptichonjával, a Dol felé található Szent Rókus-kápolna és a nagyon régi veli brigi Mihály arkangyal-kápolna.
- A Lazanić (Lazaneo) család reneszánsz kastélyában[6] született 1876-ban a neves horvát költő, Vladimir Nazor. A kétemeletes, tetőteres kőház, keleti részén toronnyal eredetileg Lazaneo késő reneszánsz kastélya volt, amely a kikötő védelmére épült, és egyben Postira legrégebbi épülete. A déli homlokzaton a Lazaneo család címere található, amelyen egy kígyó ábrázolása látható. A címeren a kígyó egy madár fejét kapja el repülés közben, az INVTRVNQ PARATVS felirattal. Az épületen belül és kívül látszanak a konzolokon lévő egykori saroktornyok nyomai.
- A jelentősebb épületek közül említésre méltó az a reneszánsz lakóház, melybe klasszikus betűkkel vallásos tárgyú feliratok vannak bevésve.
- Mirjén a településtől 1 km-re délre fekvő Mali brig nevű magaslaton ókeresztény kolostorépület és templomának maradványait találták. A négyszögletes épületet a nyugati oldalon rizalitok tagolják. mMegmaradt az egykori ciszterna és az egykori előcsarnok a kőoszlopokkal. A kőből készült templomberendezés számos töredéke szakrális épületegyüttesre utal, melyet a 6. századra datálnak.[7]

- A falutól 5 km-re keletre fekvő Lovrečina nevű öböl felett 5-6. századi ókeresztény templom maradványa található. Az épületben nagyobb felületen fennmaradtak a freskók töredékei. A templomtól északra kereszt alakú keresztelőkút látható cibóriummal, felette pedig négy oszloppal. A lelőhely az ország egyik legjelentősebb késő ókori régészeti lelőhelye.[8]
- Római villa rustica maradványai a Lovrečina-öbölben.
- Opatnji stan-barlang
- Halászkikötő

## Kultúra
A település kulturális eseményei a Postirai tengerparti fesztivál, a Rövidfilmek fesztiválja, a Pjacai dalest. Gasztronómiai esemény a Noć hrapoćuše a brači kalács ünnepe.

## Oktatás
A település első fiúiskoláját 1838-ban, a lányiskolát 1891-ben alapították. A horvát nyelvű oktatás 1885-ben indult.

## Sport
Legjelentősebb sporteseményei a Postirai regatta, a Piciginparti és a Mala noćna regatta.

## Galéria
- Postira látképe
- A plébániatemplom
- A temetőkápolna
- Kikötői részlet
- A kikötő látképe
- Utcarészlet
- Partmenti paloták
- Vladimir Nazor emléktáblája